# Glenea ochreomaculata
Glenea ochreomaculata é uma espécie de escaravelho da família Cerambycidae. Foi descrita por Stephan von Breuning em 1969.